# Шандалар
Шандалар (англ. Chandalar River, гвичин: T’eedriinjik) — река на северо-востоке штата Аляска, США. Правый приток реки Юкон.
Берёт начало при слиянии рек Северный Шандалар и Средний Шандалар и течёт преимущественно в юго-восточном направлении к юго-востоку от горного хребта Брукса. Северный Шандалар составляет около 167 км в длину; берёт начало близ перевала Атигун хребта Брукса, течёт в юго-восточном направлении через озеро Шандалар и, сливаясь с Средним Шандаларом, образует собственно реку с названием Щандалар. Длина Среднего Шандалара составляет 164 км, берёт начало в горах Филип-Смит, к востоку от перевала Атигун. Течёт главным образом в южном направлении вплоть до слияния с рекой Северный Шандалар.
Река Восточный Шандалар имеет протяжённость 282 км; берёт начало в восточной части хребта Брукса и течёт на юго-запад, протекая через деревню Арктик-Виллидж. Сливается с основным руслом выше деревни Винитай. Река Западный Шандалар составляет в длину всего 39 км и сливается с рекой Северный Шандалар. Течёт в восточном направлении, к востоку от деревни Колдфут; впадает в Северный Шандалар в 8 км выше его слияния с Средним Шандаларом.
Длина собственно реки Шандалар составляет 161 км; площадь бассейна — 24 165 км². Впадает в реку Юкон в 32 км к северо-западу от города Форт-Юкон.